# Melissococcus pluton
Melissococcus pluton è un batterio Gram-positivo, agente eziologico della peste europea, una malattia della covata delle api. In passato questa grave patologia è stata attribuita a Bacillus pluton da White (1912), successivamente riclassificato come Streptococcus pluton da Bailey nel 1957 e recentemente, sempre da Bailey, come Melissococcus pluton (1983).
Numerosi batteri concorrono insieme a Melissococcus pluton a determinare la peste europea nelle api: Paenibacillus alvei, Enterococcus faecalis, Brevibacillus laterosporus.

## Eziologia
Le larve di api si infettano con l'alimentazione; Melissococcus pluton si moltiplica nel mesointestino delle larve a spese del cibo somministrato dalle api nutrici. Se il cibo destinato alle larve è limitato, questo può essere quasi del tutto consumato dal patogeno, determinando la morte della larva "per fame". Quando questo è abbondante la larva sviluppa normalmente e una volta pupa emette l'agente infettante, diffuso alle altre larve tramite le api nutrici. Le larve sono comunque destinate a morire: dapprima il corpo assume un aspetto flaccido, poi giallo chiaro per passare a marrone in stadio avanzato.

## Metodi di coltura
Melissococcus pluton può essere coltivato su un terreno appropriato; generalmente si usa il Bailey:
Dosi espresse in g/litro
- estratto di lievito: 10
- cisteina: 1
- amido solubile: 10
- potassiodiidrogenofosfato: 13,50
- agar: 20
- glucosio (o fruttosio): 10

Il pH deve essere portato a 6.6 prima dell'aggiunta dell'agar.
Il glucosio deve essere aggiunto asetticamente dopo la sterilizzazione del terreno, mediante microfiltrazione sotto cappa biologica.
Il terreno deve essere sterilizzato in autoclave a 116 °C per 15 minuti.
Melissococcus pluton si isola facilmente tramite inclusione in piastre Petri contenenti il Bailey mantenuto liquido a 45 °C.
Le Petri vanno inserite in giare di anaerobiosi e incubate in termostato a 35 °C; dopo circa 4 giorni vediamo comparire le colonie di Melissococcus pluton.